# Distretto di Jianghai
Il distretto di Jianghai (江海区S, Jiānghǎi QūP) è un distretto della Cina, situato nella provincia del Guangdong e amministrato dalla prefettura di Jiangmen.